# Dion Phaneuf
Dion Phaneuf (Edmonton, 10 de abril de 1985) é um profissional canadense de hóquei no gelo que jogou pelo Calgary Flames, Toronto Maple Leafs, Ottawa Senators e pelo Los Angeles Kings da National Hockey League (NHL).
Em 2013, casou-se com Elisha Cuthbert.

## Início da vida
Dion Phaneuf nasceu 10 de abril de 1985, em Edmonton , Alberta, filho de Paul Phaneuf, um trabalhador da construção civil, e Amber, uma enfermeira, ambos originalmente da província de Prince Edward Island.

## Carreira
Phaneuf começou sua carreira jogando em 2001-2002 no Western Hockey League para os Rebels de Red Deer. Ele participou com a equipe de WHL do "Subway Super Series Canadá-Rússia" em 2003 e 2004. Em 2003, ele foi selecionado na primeira rodada do projeto de entrada na Liga Nacional de Hockey como a 9ª escolha.
Phaneuf se juntou ao Flames na Temporada da NHL de 2005–06 depois de assinar seu primeiro contrato profissional em setembro de 2005. Phaneuf fez sua estréia NHL em 5 de outubro de 2005, contra o Minnesota Wild. Cinco noites depois, ele marcou seu primeiro gol na carreira contra o Colorado Avalanche.